# M1951ヘルメット

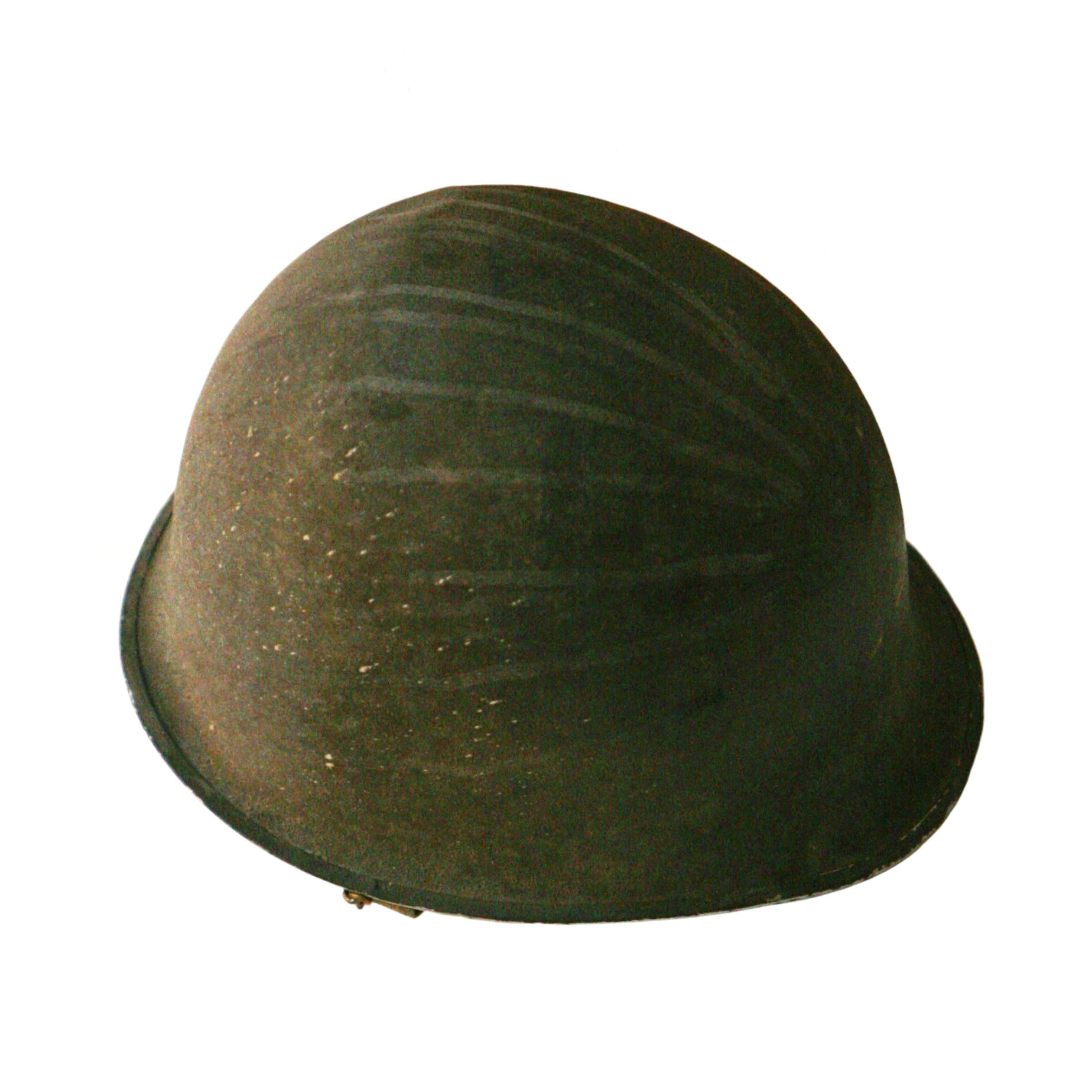
M1951ヘルメット。マルセイユのノートルダム・ド・ラ・ガルド大聖堂に奉納されたもので、何らかの衝撃により後部がわずかに変形している。

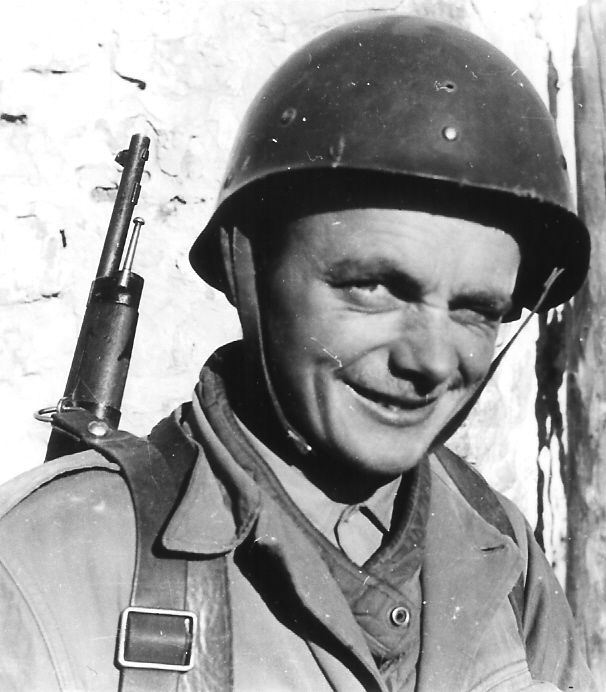
M1951ヘルメットを着用した兵士。

M1951ヘルメット（フランス語: casque Modèle 1951）は、フランスで開発された戦闘用ヘルメットである。アルジェリア戦争期に採用され、当時使用されていたM1926ヘルメットやM1945ヘルメット（共にフランス製）、M1ヘルメット（アメリカ製）などを更新した。

## 概要
第二次世界大戦後、フランスでは新しい国産戦闘用ヘルメットの開発に着手した。設計にあたっては当時最新鋭だったM1ヘルメットが参考とされた。基本的な形状を踏襲しつつ、裾の部分はM1ヘルメットよりも広くなっていた。M1ヘルメットと同様、M1951ヘルメットも外帽と内帽から構成される。外帽は厚さ1.2mmの非磁性合金マンガン鋼製で成形されており、M1ヘルメットよりも耐貫通性に優れるとされていた。あご紐を通す為の環はステンレス製で、外帽に溶接されていた。あご紐は織布製で長さの調整が可能だった。
外帽は製造時期によって1型から3型までに分類され、あご紐を通す環の形状で区別できる。1951年から製造された1型はM1ヘルメットの初期モデルと同様、U字型の金具が溶接されていた。しかし、この部分の破損が相次いだため、1952年には環が可動式となった2型に生産が移行した。1959年から製造された3型では溶接式に戻されたが、金具は脚部分を横に伸ばしたΩ字型だった。
一方、内帽にも製造時期によって構造に差異がある。1型から2型の外帽が製造された時期には様々な改良や変更が加えられたが、1961年頃からはそのまま設計が維持された。材質は当初オリーブ色のアセチルセルロースだったが、後には青色やカーキ色の繊維素材やプラスチックで成形されたものも使用された。ヘルメットを頭上に固定する為のサスペンダー部はカーキ色のコットン素材で、内帽内にネジやリベットで固定されていた。当初はあご紐があり、チンストラップは黄褐色の銀付き革製で、牛や馬、ヤギなど様々な家畜のものが使われた。ただし、最終的には廃止されている。
1956年には落下傘兵向けの派生型としてM1956ヘルメットが開発された。これは2型外帽を原型としつつ、降下時の安定性を高めたものである。左右の環はやや前方に移り、後端部にもう1つ固定式の環が加えられた。あご紐には頸動脈から後端部の環を通って反対側に至る紐が加えられた。
1951年から1976年まで製造され、1978年には新型のM1978ヘルメットが採用されたが、少なくとも1980年代までは使用され続けた。